# La Villa solitaire
Pour plus de détails, voir Fiche technique et Distribution.
La Villa solitaire (The Lonely Villa) est un film muet américain réalisé par D. W. Griffith, sorti en 1909.

## Synopsis
Pour empêcher un vol et sauver sa femme et ses enfants, un homme se précipite vers sa maison dans une course contre le temps.

## Fiche technique
- Titre : La Villa solitaire
- Titre original : The Lonely Villa
- Réalisation : D. W. Griffith
- Scénario : Mack Sennett, d'après la pièce Au téléphone..., d'André de Lorde
- Société de production et de distribution : American Mutoscope and Biograph Company[1]
- Photographie : G. W. Bitzer et Arthur Marvin
- Pays :  États-Unis
- Durée : 8 minutes
- Genre : Drame
- Date de sortie : 10 juin 1909

## Distribution
- David Miles : Robert Cullison
- Marion Leonard : Mrs. Robert Cullison
- Mary Pickford : une des filles Cullison
- Gladys Egan : une des filles Cullison
- Adele DeGarde : une des filles Cullison
- Owen Moore
- Robert Harron